# Epicuri de grege porcus
Epicuri de grege porcus (в переводе с лат. — «поросёнок из стада Эпикура») — выражение Горация, которое он употребил, обращаясь к поэту Альбию Тибуллу, подразумевая под этим выражением себя, намекая на то, что ему близка философия Эпикура.

Хочешь смеяться — взгляни на меня: Эпикурова стада

Я поросёнок: блестит моя шкура холёная жиром.

— пер. Н.Гинцбурга. Квинт Гораций Флакк // «Послания». — СПб.: Студия биографика, 1993. — С. 448. — 51 с. — (Библиотека античной поэзии). — ISBN 5-900118-05-03.
Сравнение эпикурейцев со свиньями было ходовым. Так окрестили их суровые философы-стоики, которые толковали учение Эпикура, считавшего высшим благом в жизни наслаждение, лишь как призыв к чувственным удовольствиям. Благодаря стоикам слово «эпикуреец» получило преобладающее в настоящее время значение: человек, который стремится вкусить как можно больше наслаждений, ведёт вполне безмятежную жизнь, изнежен и добр. На самом деле под «наслаждением» Эпикур, который всю жизнь был больным человеком, понимал отсутствие боли и покой, который достигается главным жизненным правилом: «Живи незаметно» («Bene qui latuit, bene vixit»), то есть будь подальше от государственных дел, ни во что не вмешивайся, довольствуйся тем, что имеешь, создай вокруг себя маленький уютный мирок и проводи время в приятном обществе друзей и близких. Как пишет (ошибочно) М. Л. Гаспаров, это была философия «обывателя, который немножко имеет, большего не хочет, никого не обижает и думает только о том, что его хата с краю».